# Carlos Pagni
Carlos Orlando Pagni (La Plata, 13 de abril de 1961) es un periodista e historiador argentino, ganador del Premio Konex al Periodismo, el Premio Konex de Platino 2017: Análisis Político, y antes del Premio Konex 2007: Análisis Político Escrito, condecorado con la Orden de Río Branco por Brasil, especializado en análisis político. Es columnista de opinión en el diario La Nación y del canal de TV La Nación Más (LN+). Presta servicios de consultoría política para instituciones y empresas del país y del exterior, escribe para El País, tiene su propio podcast en La Nación, un programa llamado “Odisea Argentina” que emite LN+, y es el conductor de “Pequeñas historias para entender la Argentina”, una serie documental de Flow.

## Carrera
Pagni se diplomó como profesor en Historia en la Universidad Nacional de Mar del Plata. Trabajó como docente, profesor adjunto e investigador en la Universidad donde estudió, además de dictar la materia Historia de las Ideas Políticas de la Facultad de Derecho. Trabajó como investigador en la Universidad de Buenos Aires.
Fue docente y dictó numerosos seminarios sobre Medios de Comunicación y Ciencias Sociales en la Universitá di Bologna, en la sede de Buenos Aires.
Se desempeñó como investigador del Instituto Emilio Ravignani de la Facultad de Filosofía y Letras de la Universidad de Buenos Aires.
Da conferencias sobre análisis políticos. Pagni fue jurado de los Premios Konex 2018: Instituciones - Comunidad - Empresa.

## Trayectoria en los medios
Inició como comentarista político en programas de radio en Mar del Plata en 1988. A partir de 1990 fue analista político en Ámbito Financiero, del cual se retiró en 2007 después de la muerte de Julio Ramos.
Ha trabajado en programas del grupo Clarín y de La Nación. Conduce el programa de análisis político Odisea Argentina, por La Nación +, acompañado por Carola Gil, Marcos Buscaglia y Daniel Billota. Odisea Argentina se enfoca en el ámbito político de América Latina y de Argentina. Además, escribe desde 2007 columnas de opinión en La Nación.
Aunque algunos medios de izquierda lo consideran el «cuadro político-intelectual más importante de la derecha argentina» y otros lo consideran de derecha liberal, Pagni se autodefine liberal por haberse formado como periodista en Ámbito Financiero, donde era considerado «una de sus principales plumas políticas» y ante una pregunta en la que el entrevistador citaba una opinión de Horacio González dijo textualmente: "Yo me considero un liberal. Hay una cantidad de temas donde yo estoy a la izquierda de González, otros donde él puede estar a mi izquierda. Yo lo leo a él con mucha simpatía. Me parece inteligente y sumamente legible. Y lo leo con mucho interés, desde hace muchísimo tiempo."

## El nudo
En 2023, publicó su primer libro, titulado El nudo, una extensa obra de investigación periodística de aproximadamente ochocientas páginas. El texto constituye un análisis detallado del conurbano bonaerense como fenómeno social, político y territorial, y es fruto de una indagación desarrollada durante cinco años. Pagni examina el rol estructural que desempeña esta región en la política argentina, particularmente en lo que respecta a la configuración del poder, las redes clientelares, la estructura del peronismo y las estrategias electorales a nivel nacional. 
El libro plantea que el conurbano actúa como un núcleo articulador de la dinámica política del país, condicionando tanto las decisiones de los partidos como el diseño de las campañas electorales. Asimismo, propone una interpretación histórica de su evolución desde mediados del siglo XX hasta la actualidad, abordando sus transformaciones económicas, demográficas y culturales.

## Polémicas
El 12 de marzo de 2012, un artículo suyo titulado “Axel Kicillof, el marxista que desplazó a Boudou”, en el que aludió a su descendencia de “un psicoanalista” y de “un legendario rabino llegado de Odessa”, derivó en un repudio de la Delegación Argentina de Asociaciones Israelitas (DAIA). La agrupación 18J calificó algunos fragmentos de la nota como “una clara expresión antisemita asociable a la peor tradición del nazismo”.
Este hecho repercutió en muchos medios. Varios periodistas se lanzaron con sus opiniones a favor y en contra de Pagni. Kicillof expresó: "De todas las cosas que podían haber elegido de mi biografía, eligieron algunas que coinciden con los fantasmas de la derecha. Hay una operación que apunta a La Cámpora y a algunos hombres del Gobierno, para demonizarnos".
En la emisión del 13 de octubre de 2009, el programa 678 difundió un video de 17 minutos, grabado mediante cámara oculta, en el que se observa a Pagni en una presunta operación para publicar información falsa en perjuicio de la empresa Repsol YPF. La difusión fue cuestionada por el diputado del Partido Solidario, Carlos Heller, invitado en el programa que expresó su rechazo a la difusión de filmaciones anónimas. Las características del video fueron objetadas por los panelistas.
Jorge Lanata expresó:

Lo que hicieron con la supuesta cámara oculta a Pagni, mucho peor, no podés pasar algo diciendo que no sabés quien te lo trajo, una cosa increíble.

Una nota de La Nación fue publicada al día siguiente del programa, en la que se criticó la presentación de la cámara oculta:

"Las imágenes de las cámaras ocultas (cortadas, pero cuidadosa y profesionalmente editadas) no muestran en ningún caso al columnista en situaciones que pudieran corroborar las graves e injuriosas acusaciones sobre corrupción que se hacen a través de placas impresas y de una voz en off ".

Luego de la difusión del video, donde además de Pagni aparecen personas que lo representarían y a quienes se supone que les cobraba dinero a cambio de notas, recibió el apoyo del FoPeA (Foro del Periodismo Argentino) y de diversos periodistas.
Recibió la "solidaridad" de un grupo de “periodistas autoconvocados” por medio de un comunicado, mientras que el secretario de Asuntos Profesionales de la Asociación de Prensa de Buenos Aires (APBA), Eduardo Zanini, consideró "lamentable la operación montada contra” Pagni.
Desde YPF, luego de la información, se inició una denuncia penal para que se investigue quién filmó el video y la veracidad de los hechos que se ven en él. Aseguraron que el video es anónimo y hecho en forma más que oscura. Sin embargo, advierten que es una prueba de que se armó una operación periodística en su contra:

“Fíjese que se reúnen, pactan, corre dinero y pocos días después de la cámara oculta sale una nota en La Nación en la que dicen, por ejemplo, que la Anses va a poner dinero para que YPF pague un bono. Una mentira atroz. Pocos días más tarde, nuestra empresa pagó el bono con fondos propios. Y después de la grabación también Pagni vuelve a publicar una nota en la que dice que Transportadora de Gas del Norte está en dificultades por falta de pago de YPF”, manifestaron en la sede central de YPF.

En 2012 fue procesado por la jueza federal Sandra Arroyo Salgado por «obtención de secreto por revelación y encubrimiento agravado» por haber recibido información confidencial de exfuncionarios quienes habrían hackeado correos electrónicos de funcionarios del gobierno peronista de Cristina Fernández de Kirchner para luego divulgar y comercializar la información.
El 30 de diciembre de 2015 la jueza dispuso la nulidad absoluta por violación de las garantías constitucionales del debido proceso y la defensa en juicio de la nota remitida por el entonces secretario de Inteligencia, Héctor Icazuriaga, que iniciaba la causa y de todo lo actuado; sobreseyó a los acusados. Para fundamentar su decisión, Salgado afirmó que había existido una “situación de flagrante anarquía e irregularidades en que quedó sumida la Secretaría de Inteligencia conforme se puso al descubierto y fue exponencialmente reconocido por varios funcionarios miembros del gobierno de la entonces presidenta de la Nación, Dra. Cristina Fernández de Kirchner y advertido por la gran mayoría de los políticos de todo el arco opositor, como así también por los diferentes medios de comunicación social”.
El fallo fue criticado debido a que, luego de diez años de investigación, la jueza afirmaba que la causa nunca debió haber sido abierta; la medida fue llamativa porque la jueza no tenía el expediente, ya que estaba en la Cámara de Casación, que debía resolver antes del 10 de febrero de 2015 si confirmaba los procesamientos (la ley determina que mientras un tribunal superior tiene una causa en revisión, los jueces inferiores no pueden tomar este tipo de decisiones), por lo que Salgado avasalló el procedimiento al dar su sentencia mientras Casación tenía el caso en revisión.
Sin embargo, la causa sigue abierta: el 22 de mayo de 2020 el periodista Ari Lijalad, en el programa radial El Destape, afirmó que la causa continúa en la Vocalía 3 de la Corte Suprema, ya que tuvo movimientos luego de diciembre de 2015 (el último, en marzo de 2020); Lijalad dirigió a los oyentes al Sistema de Consultas Web perteneciente al Sistema Judicial Federal, para que comprobaran que la información era cierta.

### Caso Natacha Jaitt en la mesa de Mirtha Legrand
El 31 de marzo de 2018, la mediática Natacha Jaitt participó en el programa Cenando con Mirtha Legrand y realizó graves acusaciones sobre una supuesta red de pedofilia vinculada al fútbol, el periodismo y la política. Durante la emisión, Jaitt mencionó supuestos responsables relacionados con abusos a menores en el Club Independiente, lo que generó gran repercusión mediática y judicial.
En los días siguientes, cobró relevancia una nota en el portal Infobae que reportó que, tras los dichos de Jaitt, tanto Alejandro Fantino como Carlos Pagni replicaron con descargos en medios propios. En su editorial para LN+, Pagni consideró que el canal habría “ofrecido su programa a una operación de inteligencia clandestina” y denunció que “una persona confesó esa contratación para tareas de espionaje”.
Por su parte, Pagni presentó una denuncia ante la Justicia solicitando que se investigue qué tipo de operación de espionaje se habría supuestamente activado a raíz de esas confesiones televisivas. Según indicó, ello representaría “un ataque a la libertad de prensa” y una práctica al margen de los controles estatales.
Sin embargo, pese a todas las defensas del periodista, diversos medios afirmaron que aún “decenas de niños y niñas aguardan que sea formalmente investigado e imputado por sus aberrantes delitos”, frase que circuló en medios argentinos como Infobae, aludiendo al probable vínculo de tales hechos con Pagni.
En 2019, en el marco de la investigación por espionaje ilegal durante el gobierno de Mauricio Macri, se halló un archivo denominado “Operación Jaitt” en los dispositivos del espía Marcelo D’Alessio. El documento incluía un gráfico con supuestos intercambios entre Jaitt, Ignacio “Nacho” Viale y Miragaya, aunque este último negó vínculo alguno con la producción de Mirtha Legrand.
Mientras tanto, la causa por los abusos en el Club Independiente siguió su curso judicial en forma independiente. Si bien el testimonio de Jaitt aportó insumos, no fue determinante y la causa fue elevada a juicio con imputados por abuso de menores, donde a la fecha, el periodista continúa sin hacer declaraciones judiciales.

## Reconocimientos
El periodista Marcelo Longobardi aseguró en una ocasión: «mi máxima pretensión era parecerme a Carlos Pagni, quería ser un columnista político». El gobierno de Brasil le otorgó en 2002 la distinción de la Orden de Río Branco. La Fundación Konex lo galardonó en 2007 con el Diploma al Mérito en Análisis Político, y en 2017 con el Premio Konex de Platino en el mismo rubro.